# Dick Kattenburg
Dick Kattenburg (Amsterdam, 11 november 1919 - Auschwitz, 1944) was een Nederlands componist en Holocaustslachtoffer.
Kattenburg, die van Joodse komaf was, groeide op in Naarden en bezocht de HBS in Bussum. Hij behaalde het diploma theorie en viool aan het Collège Musical Belge in Antwerpen, waar hij onder andere les kreeg van Hugo Godron. Een goede vriend uit die tijd was schilder en violist Theo Kroeze. In 1941 behaalde hij het staatsdiploma theorie en viool in Den Haag. Hij kreeg ook les van Leo Smit.
Hij en zijn familie waren ondergedoken in Utrecht. Op 5 mei 1944 werd hij opgepakt tijdens een razzia. Hij kwam terecht in Kamp Westerbork en ging niet veel later naar Auschwitz. Daar kwam hij tussen 22 mei en 30 september 1944 om het leven.
Kattenburg heeft ongeveer dertig composities geschreven. Dit betrof solostukken en kamermuziek en orkestwerken. Daarnaast schreef hij enkele Joodse en Palestijnse liederen, die hij Roemeense volksmuziek noemde.
Lang werd gedacht dat er slechts één compositie van hem bewaard gebleven was. In 2004 vond een familielid echter een doos op zolder met nog meer composities. In januari 2010 verscheen werk van hem voor het eerst op cd uitgevoerd door het Leo Smit Ensemble onder de titel Muziek van Dick Kattenburg.